# Rayman (spel)
Rayman är ett plattformsspel som är utvecklat av Ubisoft som släpptes i september 1995 till Playstation, Atari Jaguar, PC, Sega Saturn och Game Boy Color. I spelet måste spelaren rädda världen från den onde Mr. Dark som har tillfångatagit alla "electoons" i Raymans värld och satt dem i burar. Det ankommer på Rayman att förstöra alla burar, vilka det finns totalt 102 av i spelet. Spelaren måste kämpa mot Mr. Darks vakter för att kunna förstöra burarna. När det har klarats av, så kommer man till nya banor. Spelet var tänkt att släppas på Sega 32X men det släpptes aldrig på grund av systemets låga popularitet.